# Tessa Wullaert
Tessa Wullaert (født 19. marts 1993) er en belgisk fodboldspiller, der spiller som angriber for Anderlecht  og for Belgiens landshold. Fra 2018 til 2020 spillede hun for Manchester City i den engelske FA Women's Super League. Tidligere har hun spillet for Standard Liège og Zulte Waregem. I maj 2015 underskrev hun kontrakt med VfL Wolfsburg, hvor hun spillede til 2018, da hun skiftede til Manchester City.

## Meritter

### Klub
RSC Anderlecht
- Belgian Women's Cup: Vinder 2013

Standard Liège
- BeNe League: Vinder 2014–15
- Belgian Women's Cup: Vinder 2014

VfL Wolfsburg
- DFB-Pokal: Vinder 2015–16, 2016–17, 2017–18
- Bundesliga: Vinder 2016–17, 2017–18

Manchester City
- FA Women's League Cup: Vinder 2018–19

### Individuel
- BeNe League Topscorer: 2014–15
- Belgiske guldsko: 2016 & 2018 & 2019